# Línea 167 (EMT Madrid)
La línea 167 de la EMT de Madrid une la plaza de Alsacia con la Colonia Fin de Semana.

## Características
Fue puesta en servicio el 16 de febrero de 2021. La línea es la segunda en llegar a la Colonia, pues la línea 77 la conecta con la estación de Ciudad Lineal, aunque a diferencia de esta, la 167 no presta servicio a la Ciudad Pegaso.

### Frecuencias
| Lunes a viernes laborables |               |
| De 6:00 a 7:00             | 14-17 minutos |
| De 7:00 a 21:00            | 10-15 minutos |
| De 21:00 a 23:00           | 14-25 minutos |
| Sábados laborables         |               |
| De 6:00 a 9:00             | 18-25 minutos |
| De 9:00 a 22:00            | 13-18 minutos |
| De 22:00 a 23:00           | 16-22 minutos |
| Domingos y festivos        |               |
| De 7:00 a 11:00            | 15-30 minutos |
| De 11:00 a 22:00           | 14-18 minutos |
| De 22:00 a 23:00           | 16-24 minutos |

## Recorrido y paradas

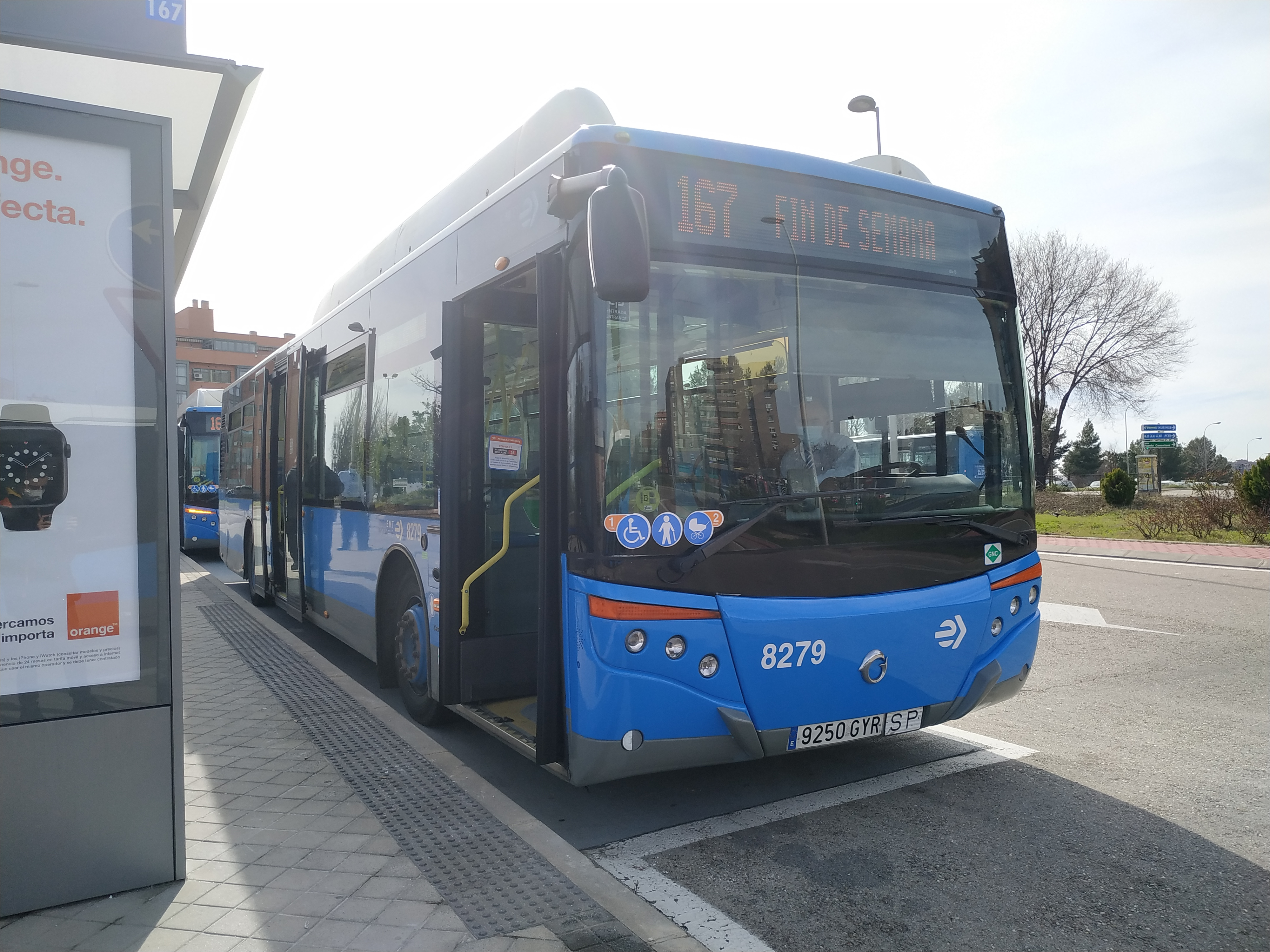
Un autobús en la cabecera de Alsacia

### Sentido Fin de Semana
| Código | Parada                                            | Común con          | Conexiones con Metro  | Otros |
| ------ | ------------------------------------------------- | ------------------ | --------------------- | ----- |
| 5746   | ALSACIA (Área Intermodal)                         |                    | Alsacia               |       |
| 4847   | Hermanos García Noblejas-Alsacia                  |                    |                       |       |
| 4848   | Hermanos García Noblejas-Villaescusa              |                    |                       |       |
| 2338   | Pobladura del Valle-Arcos de Jalón                | 38 48 165          |                       |       |
| 2340   | Pobladura del Valle-San Román del Valle           | 38 48              |                       |       |
| 2342   | Amposta-Pobladura del Valle                       | 38 48 165          |                       |       |
| 3408   | Pobladura del Valle-Alconera                      | 48                 |                       |       |
| 2353   | Metro San Blas                                    | 48 165             | San Blas              |       |
| 4389   | Pobladura del Valle-Avenida Canillejas            | 48 153             |                       |       |
| 4522   | Avenida de Canillejas-Pobladura Valle             | 48                 |                       |       |
| 3023   | Avenida Canillejas-Julia García Boután            | 48                 |                       |       |
| 3021   | Avenida Canillejas-Hinojal                        | 48                 |                       |       |
| 4390   | Avenida de Canillejas-Albaida                     | 48                 |                       |       |
| 4783   | Arcentales-Avenida Canillejas                     | 38 140 286 288 289 |                       |       |
| 4784   | Junta Municipal San Blas-Canillejas               | 38 140 286 288 289 |                       |       |
| 17388  | Carretera San Blas a Coslada frente Metropolitano | 286 288 289        | Estadio Metropolitano |       |
| 3513   | Samaniego-Campezo                                 | 77                 |                       |       |
| 5574   | Nanclares de Oca-Arcaute                          | 77                 |                       |       |
| 3672   | Arcaute                                           | 77                 |                       |       |
| 3674   | Yécora-Invierno                                   | 77                 |                       |       |
| 3676   | Yécora-Nanclares de Oca                           | 77                 |                       |       |
| 3678   | Yécora-Fuentelviejo                               | 77                 |                       |       |
| 3524   | Fuentelviejo                                      | 77                 |                       |       |
| 5528   | Fermina Sevillano-Octubre                         | 77                 |                       |       |
| 5781   | Fermina Sevillano-Diciembre                       | 77                 |                       |       |
| 5529   | FIN DE SEMANA (Av. Fermina Sevillano)             | 88                 |                       |       |

### Sentido Alsacia
| Código | Parada                                  | Común con   | Conexiones con Metro  | Otros |
| ------ | --------------------------------------- | ----------- | --------------------- | ----- |
| 5529   | FIN DE SEMANA (Av. Fermina Sevillano)   | 88          |                       |       |
| 3526   | Diciembre-Febrero                       | 77          |                       |       |
| 3528   | Gascueña                                | 77          |                       |       |
| 3679   | Yécora-Fuentelviejo                     | 77 88       |                       |       |
| 3677   | Yécora-Nanclares de Oca                 | 77 88       |                       |       |
| 4077   | Yécora-Invierno                         | 77 88       |                       |       |
| 3673   | Arcaute                                 | 77 88       |                       |       |
| 3518   | Nanclares de Oca-Aramayona              | 77          |                       |       |
| 3516   | Nanclares de Oca-Arcaute                | 77          |                       |       |
| 3514   | Samaniego-Campezo                       | 77 88 290   |                       |       |
| 50009  | Av. Arcentales-Estadio Metropolitano    | 286 288 289 | Estadio Metropolitano |       |
| 7192   | Avenida Arcentales-Plaza Grecia         | 286 288 289 |                       |       |
| 11760  | Avenida Arcentales-Iliada               | 286 288 289 |                       |       |
| 2485   | Avenida de Canillejas-Albaida           | 48          |                       |       |
| 2486   | Avenida de Canillejas-Hinojal           | 48          |                       |       |
| 4523   | Avenida Canillejas-Pobladura del Valle  | 48          |                       |       |
| 2483   | Pobladura del Valle-Avenida Canillejas  | 48 153      |                       |       |
| 2352   | Metro San Blas                          | 48 165      | San Blas              |       |
| 2354   | Pobladura del Valle-Alconera            | 48          |                       |       |
| 2343   | Amposta-Pobladura del Valle             | 38 48 165   |                       |       |
| 2341   | Pobladura del Valle-San Román del Valle | 38 48       |                       |       |
| 2339   | Pobladura del Valle-Arcos de Jalón      | 38 48 165   |                       |       |
| 253    | Hermanos García Noblejas-Villaescusa    | 70          |                       |       |
| 4230   | Hermanos García Noblejas-Alsacia        | 70          |                       |       |
| 5746   | ALSACIA (Área Intermodal)               |             | Alsacia               |       |